# Клерісвілл (Меріленд)
Клерісвілл (англ. Clarysville) — переписна місцевість (CDP) в США, в окрузі Аллегені штату Меріленд. Населення — 67 осіб (2020).

## Географія
Клерісвілл розташований за координатами 39°38′31″ пн. ш. 78°53′20″ зх. д. / 39.64194° пн. ш. 78.88889° зх. д. (39.642026, -78.888947).  За даними Бюро перепису населення США в 2010 році переписна місцевість мала площу 0,30 км², уся площа — суходіл.

## Демографія
Згідно з переписом 2010 року, у переписній місцевості мешкали 73 особи в 32 домогосподарствах у складі 22 родин. Густота населення становила 241 особа/км².  Було 34 помешкання (112/км²).
Расовий склад населення:
| - 98,6 % — білих |

До двох чи більше рас належало 1,4 %. Частка іспаномовних становила 0,0 % від усіх жителів.
За віковим діапазоном населення розподілялося таким чином: 13,7 % — особи молодші 18 років, 61,6 % — особи у віці 18—64 років, 24,7 % — особи у віці 65 років та старші. Медіана віку мешканця становила 49,8 року. На 100 осіб жіночої статі у переписній місцевості припадало 108,6 чоловіків;  на 100 жінок у віці від 18 років та старших — 110,0 чоловіків також старших 18 років.
Цивільне працевлаштоване населення становило 27 осіб. Основні галузі зайнятості: фінанси, страхування та нерухомість — 51,9 %, роздрібна торгівля — 48,1 %.